# Данидин Стар (корабль)
Данидин Стар ( англ. MV Dunedin Star) — британский рефрижераторный лайнер, который потерпел крушение в 1942 году у Берега Скелетов в Юго-Западной Африке.   Сложная морская, воздушная и наземная операция столкнулась с множеством неудач, но  все пассажиры и  экипаж были спасены. Два члена экипажа участвовавшего в операции спасения буксира пропали без вести.  На операцию спасения потребовалось два месяца.

## История
Построен компанией «Cammell Laird and Co" в 1935–36 годах как один из кораблей класса Imperial Star компании Blue Star Line, предназначенный для перевозки замороженного мяса из Австралии и Новой Зеландии в Великобританию. Участвовал во Второй мировой войне и в частности  в операции «Алебарда» по снятию осады Мальты в сентябре 1941 года.

## Крушение
9 ноября 1942 года Данидин Стар вышел из Ливерпуля в Египет через залив Салданья, Кейптаун и Аден .  Был загружен  боеприпасами и провизией   для 8-й британской армии на Ближнем Востоке,   перевозил 85 членов экипажа и 21 гражданского пассажира.
Корабль покинул Ливерпуль  в составе  конвоя, который направлялся в Нью-Йорк . В Северной Атлантике Dunedin Star вышел из состава конвоя  и взял курс на Южную Африку . Однако 29 ноября у Берега Скелетов в Юго-Западной Африке он столкнулся с подводным препятствием, которое, как предположил последующий южноафриканский следственный суд, было неточно нанесено на карту.  Радист послал сигнал бедствия, который был получен на берегу в Уолфиш-Бей.
Потерпевший крушение корабль начал быстро набирать воду,  его насосы не справлялись. Капитан корабля Р.Б. Ли, решил выбросить корабль на берег ради безопасности пассажиров, экипажа и ценного груза.  Корабль сел на мель в 500 метрах от берега в открытом море, около 50 миль (80 км) южнее устья реки Кунене на границе с Португальской Анголой . 
Капитан Ли опасался, что море может разбить корабль. Поэтому он приказал экипажу спустить моторную лодку и начать высаживать людей на берег. Лодка совершила два рейса, высадив на берег в общей сложности 63 человека, в том числе восемь женщин, трех младенцев и несколько пожилых мужчин. Затем буря вывела лодку из строя, и она оказалась на берегу. Люди остались без крова, у них была только  вода и продовольственные пайки. Еще 42 человека, включая капитана Ли, остались на борту выброшенного на берег корабля.
Высадка оказалась ошибкой и едва не привела к гибели всей высадившейся группы. Оставшиеся на корабле, были спасены на следующий день подошедшими судами, а вывезти высадившихся пассажиров из-за  прибоя не удалось, спасательные шлюпки разбились, шестьдесят три пассажира остались на берегу без достаточного запаса пищи и воды.  Спасательная экспедиция, направленная по суше добралась до места только через три недели.
Продовольствие и вода были доставлены  двумя бомбардировщиками, этими же самолетами начали эвакуацию женщин и детей. В крушении  погибли два человека, из-за сильного прибоя затонул один из буксиров, в процессе операции спасения разбился самолет.

## В художественной литературе
- Иван Ефремов. Лезвие Бритвы. М., 1964